# 三和村 (福島県安積郡)
三和村（みわむら）は福島県安積郡にかつて存在した村である。

## 地理
- 現在の郡山市の南部に位置する。

## 歴史

### 村域の変遷
- 1889年（明治22年）4月1日 - 町村制施行により、富岡村・下守屋村・鍋山村が合併し安積郡三和村が発足。
- 1955年（昭和30年）3月10日 - 三和村は穂積村と安積町の一部（川田）とともに合併し三穂田村が発足。三和村は消滅。

変遷表
| 1868年 以前 | 1868年 以前 | 明治9年      | 明治12年 | 明治22年 4月1日 | 昭和30年 3月10日 | 昭和40年 5月1日 | 現在   |
| ----------- | ----------- | ------------ | -------- | --------------- | ---------------- | --------------- | ------ |
|             | 富岡村      | 稲津村の一部 | 富岡村   | 三和村          | 三穂田村         | 郡山市          | 郡山市 |
|             | 下守屋村    | 稲津村の一部 | 下守屋村 | 三和村          | 三穂田村         | 郡山市          | 郡山市 |
|             | 鍋山村      | 穂積村の一部 | 鍋山村   | 三和村          | 三穂田村         | 郡山市          | 郡山市 |

## 大字
- 富岡（とみおか）
- 下守屋（しももりや）
- 鍋山（なべやま）

## 人口・世帯

### 人口
総数 [単位： 人]
| 1889年（明治22年） | 1,549 |
| 1920年（大正 9年） | 2,142 |
| 1945年（昭和20年） | 3,081 |

### 世帯
総数 [単位： 世帯]
| 1920年（大正 9年） | 395 |
| 1945年（昭和20年） | 527 |